# 68 (szám)
A 68 (hatvannyolc) a 67 és 69 között található természetes szám.

## A szám a matematikában
A tízes számrendszerbeli 68-as a kettes számrendszerben 1000100, a nyolcas számrendszerben 104, a tizenhatos számrendszerben 44 alakban írható fel.
A 68 páros szám, összetett szám, kanonikus alakja 22 · 171, normálalakban a 6,8 · 101 szorzattal írható fel. Hat osztója van a természetes számok halmazán, ezek növekvő sorrendben: 1, 2, 4, 17, 34 és 68.
A 68 Perrin-szám.
A 68 a legnagyobb ismert szám, ami pontosan kétféleképpen írható fel két prímszám összegeként: 68 = 7 + 61 = 31 + 37. Az összes 68-nál nagyobb páros szám, amit ellenőriztek, legalább háromféleképpen felírható; a sejtés, miszerint a 68 a legnagyobb ilyen tulajdonságú szám, szorosan kapcsolódik a Goldbach-sejtéshez így egyelőre nem bizonyított.
Mivel a 68 felírható 22 · (222 + 1) alakban, ezért egy 68 oldalú szabályos sokszög körzővel és vonalzóval megszerkeszthető.

Egy Tamari-rács, amiben 68 db nulla vagy hosszabb felfelé vezető út létezik a rács egyik elemétől a másikig.

Pontosan 68 olyan 10 bites bináris szám létezik, amiben minden bitnek van vele megegyező értékű szomszédja, pontosan 68 kombinatorikailag különböző háromszögelése létezik egy adott háromszögnek négy belső ponttal, továbbá pontosan 68 intervallum van a Tamari-rácsban, ami 5 elem különböző zárójelezéseit adja meg.
A legnagyobb 13 csúcspontú elegáns gráfnak pontosan 68 éle van. 68 különböző irányítatlan gráf létezik, aminek 6 éle van és nincsenek izolált csúcsai, 68 különböző minimális kétszeresen összefüggő gráf létezik 7 címkézetlen csúccsal, 68 különböző fokszámsorozata lehet a 4 csúccsal rendelkező összefüggő gráfoknak, valamint 68 matroid létezik 4 címkézett elem fölött.
A Störmer-tétel bizonyítja, hogy minden p számhoz véges számú olyan egymást követő számpár tartozik, ahol a számpár mindkét tagja p-sima (nincs p-nél nagyobb prímtényezője). Ez p = 13-ra éppen 68. Egy végtelen sakktáblán bármely mezőről 68 mezőre lehet eljutni legfeljebb 3 huszárlépésben.
Tízes számrendszerben a 68 az utolsóként megjelenő kétjegyű szám a pí számjegyei között.
Boldog szám.
68 → 62 + 82 = 100 → 12 + 02 + 02 = 1.
A 68 egyetlen szám valódiosztóösszeg-függvényeként áll elő, ez a 67²=4489.

## A tudományban
- A periódusos rendszer 68. eleme az erbium.